# Olenekiense
| Era Eratema | Periodo Sistema | Época Serie         | Edad Piso              | Inicio, en millones de años |
| ----------- | --------------- | ------------------- | ---------------------- | --------------------------- |
| Mesozoico   | Cretácico       | Cretácico           | Cretácico              | 143,1                       |
| Mesozoico   | Jurásico        | Jurásico            | Jurásico               | 201,4±0,2                   |
| Mesozoico   | Triásico        | Superior / Tardío   | Rhaetiense Rhaetiano   | 205,7                       |
| Mesozoico   | Triásico        | Superior / Tardío   | Noriense Noriano       | 227,3                       |
| Mesozoico   | Triásico        | Superior / Tardío   | Carniense Carniano     | ~235                        |
| Mesozoico   | Triásico        | Medio               | Ladiniense Ladiniano   | 241,464 ± 0,28              |
| Mesozoico   | Triásico        | Medio               | Anisiense Anisiano     | 246,7                       |
| Mesozoico   | Triásico        | Inferior / Temprano | Olenekiense Olenekiano | 249,9                       |
| Mesozoico   | Triásico        | Inferior / Temprano | Induense Induano       | 252,2±0,5                   |

El Olenekiense o Olenekiano es el segundo y último piso y edad del Triásico Inferior/Temprano en la escala temporal geológica. Sucede al Induense y precede al Anisiense (primer piso del Triásico Medio). Se inició hace unos 249,9 millones de años y terminó hace unos 246,7 millones de años.
El Olenekiense se introdujo en la literatura científica por los geólogos y paleontólogos rusos Liubov Dmitrievna Kiparisova y Yuri Nikolaevich Popov, en 1956. El nombre procede del río Olenek en Siberia (Rusia).

## Sección estratotipo y punto de límite global (GSSP)
La sección estratotipo y punto de límite global (GSSP) para la base del Olenekiense está pendiente de definir por la Comisión Internacional de Estratigrafía. El marcador provisional de la base del piso es la primera aparición del conodonto Neospathodus waageni, justo encima de la base de la zona de amonites Rohillites rohilla y por debajo de la primera aparición de los géneros de amonites Flemingites y Euflemingites.
El techo del Olenekiense se define por la base del Anisiense, también pendiente de definir por la Comisión Internacional de Estratigrafía, que se caracteriza provisionalmente por la primera aparición del conodonto Chiosella timorensis o la base de la zona de polaridad magnética MT1n.